# Dinefwr Castle
Dinefwr Castle (walesiska: Castell Dinefwr) är ett slott i Storbritannien.   Det ligger i kommunen Carmarthenshire och riksdelen Wales, i den södra delen av landet, 270 km väster om huvudstaden London. Dinefwr Castle ligger 81 meter över havet.
Terrängen runt Dinefwr Castle är kuperad österut, men västerut är den platt. Runt Dinefwr Castle är det ganska tätbefolkat, med 72 invånare per kvadratkilometer. Närmaste större samhälle är Ammanford, 9,6 km söder om Dinefwr Castle. Trakten runt Dinefwr Castle består i huvudsak av gräsmarker.